# 11384 Сартр
11384 Сартр (11384 Sartre) — астероїд головного поясу, відкритий 18 вересня 1998 року.
Тіссеранів параметр щодо Юпітера — 3,501.
Названо на честь всесвітньовідомого французького новеліста та філософа Жана-Поля Сартра.